# Rørosbanen
Rørosbanen – w większości niezelektryfikowana linia kolejowa z Hamar do Trondheim w Norwegii, oddana do użytku w roku 1877.

## Historia
Linia była budowana i otwierana w odcinkach między rokiem 1862 a 1877 jako linia wąskotorowa. Przebudowywana etapami na rozstaw normalnotorowy w latach 1917 - 1941. Stacje na linii zaprojektowali Georg Andreas Bull i Peter Andreas Blix. 4 stycznia 2000 r. w okolicy stacji Åsta zdarzył się jeden z najtragiczniejszych wypadków kolejowych w historii Norwegii – pociąg lokalny jadący z Hamar na północ zderzył się z jadącym na południe pociągiem dalekobieżnym z Trondheim; życie straciło 19 osób.

## Przebieg
Linia nie jest zelektryfikowana na całej długości i jest obsługiwana przez jednostki spalinowe. Liczy 431 kilometrów i przebiega między Hamar, gdzie łączy się z Dovrebanen, a Trondheim. Najwyższy punkt na trasie leży na wysokości 670,2 m n.p.m. między stacjami Glamos i Rugldalen.
Stacje na linii:
| - Hamar - Ilseng - Løten - Elverum - Rudstad - Rena - Steinvik - Opphus - Evenstad - Stai - Koppang - Atna - Hanestad | - Bellingmo - Alvdal - Auma - Tynset - Tolga - Os - Røros - Glåmos - Reitan - Ålen - Haltdalen - Langlete - Singsås | - Kotsøy - Rognes - Støren - Hovin - Hovin - Ler - Kvål - Melhus - Heimdal - Selsbakk - Marienborg - Skansen - Trondheim S |